# 泉谷しげる
泉谷 しげる（いずみや しげる、本名：泉谷 茂（読み同じ）、1948年〈昭和23年〉5月11日 - ）は、日本のシンガーソングライター（フォークソング、ロック）、俳優。血液型O型。青森県出身。

## 概要
1971年にライブ・アルバム『泉谷しげる登場』でフォークシンガーとしてデビュー。『春夏秋冬』『光と影』『80のバラッド』『吠えるバラッド』など多くのアルバムや楽曲を発表し、楽曲の歌詞、ボーカルスタイル、ギターの奏法、ぶっきらぼうな振る舞いが「強烈にして無比」と評される。俳優業、バラエティ番組への出演、コメンテーター業、絵画の製作、「キッチンライブ」と題した料理関係の活動も行っており、これらも高く評価されている。社会的貢献にも強い関心があり、多くの自然災害や疫病で被災した地域に義援金や楽曲の印税を寄付したり、風評被害をなくす目的で積極的にライブ活動やロックフェスティバルの運営などを行ったり、駅弁のプロデュースに携わるなど活動の幅は広範囲に渡っている。

## 来歴

### 生い立ち
- 青森県青森市長島出身の両親の元で生まれ[11]、3歳から東京都目黒区東山で育つ[11]。自宅は鴻之巣橋たもとにあった[12]。目黒区立東山中学校卒[13]。
- 東京都立目黒高等学校を3日間で[14]中退後[12][14]、旋盤工[14]、ビルの清掃員[14]、セールスマンなど[14]、20種類以上の職についたが[14]長続きせず。ローリングストーンズに憧れ、ロックバンドを組んでいたが、18歳の時、自宅が火事で全焼しエレキギター、アンプなど機材を全て失い[12]、岡林信康らの影響を受け[1][15]、アコースティック・ギター1本で出来るフォークシンガーとなる[1]。
- この頃には漫画雑誌『COM』（虫プロ商事）の「ぐら・こん」に投稿し、漫画家を目指そうとしていた[3][16]。また16ページの漫画作品「わるい奴ら」（いずみやしげる名義）が、東考社から刊行された短編集『ヤングパンチ・2号』および『暗黒の帝王たち』に収録されている[17]。

### 1970年代
- 1971年 - ライヴアルバム『泉谷しげる登場』でエレックレコードからフォークシンガーとしてデビュー[3][11]。CBSソニーに移籍したよしだたくろう（吉田拓郎）の代わりに売り出されたため[18]、拓郎＝広島フォーク村のイメージが強く[18]、またフォークシンガーは地方出身者の方が売れていて「東京出身では売りにくい」というエレック社の方針で、青森出身として売り出した[18]。
- 古井戸（加奈崎芳太郎・仲井戸麗市）、ピピ&コット（佐藤公彦・よしだよしこ）、生田敬太郎、RCサクセションらと、日比谷公園大音楽堂（野音）での唄の市コンサートに参加[19][20]。
- 1972年 - セカンドアルバム『春夏秋冬』をリリース。加藤和彦がプロデュースを務める。タイトル曲「春夏秋冬」は泉谷の代表曲となる[3][21]。なお、シングルでも発売されたが同名アルバムの音源ではなく、オムニバスライブアルバム『野音 唄の市』収録のライブバージョンでシングル化された。シングル盤ジャケットに「実況録音盤」と書かれている[22]。1988年には、ロックアレンジで再シングル化されている[23][24]。南沙織の大ファンで、1973年6月に生まれた長女に「さおり」と命名した[25]。
- その後も『地球はお祭りさわぎ』（1972年）、サディスティック・ミカ・バンドが参加した『光と影』（1973年）をリリース。中川イサト、西岡たかしとの連名アルバム『友だちはじめ』（1973年）や、イエロー (バンド)、ラストショウを従えロック色を打ち出したアルバム『黄金狂時代』（1974年）をエレックレコードから発表した[26][27][28][29]。
- 1975年6月 - 小室等、井上陽水、吉田拓郎とフォーライフ・レコードを設立し移籍[1][3][11]。その第1弾アルバムとして『ライブ!!泉谷-王様たちの夜-』（1975年）を発表[30][31]。
- 1975年10月12日、NHK教育テレビ『若い広場』に出演[14][32]。当初タイトルは「芸人・泉谷しげる」だったが[14]、「雑居時代のヒーロー」 ―泉谷しげる―」に変更された[32]。番組ディレクター・藤田克彦が「昭和50年初秋の青春像」を描こうと真っ先に井上陽水に出演を依頼したが[14]、断られ次に泉谷に打診したところ「ワシャ、テレビが好き。頼まれれば進んで出るよ。特にNHKは全国的な放送網だし」等と快諾[14]。当時の人気シンガーソングライターは、吉田拓郎の真似をして多くがテレビ出演を拒否したが[33]、泉谷はテレビが好きで出演に応じた[14]。日本放送協会（NHK）がフォークシンガーを個人で特集するのはこれが初めて[14]。番組は1時間のフィルム（16ミリフィルム）構成で[14]、前半30分が京都のライブハウス「拾得」での上田正樹とサウス・トゥ・サウスのジョイントライブ[14]。後半30分は泉谷のモノローグ[14]。フォーライフ・レコードの今後も取り上げられ、それまで一度もテレビ出演のなかった井上陽水と泉谷の対談も放送された[14]。
- 1976年 - 小室、陽水、拓郎、泉谷の連名でアルバム『クリスマス』発表[31]。
- 1976年 - アルバム『家族』、『イーストからの熱い風』（同年にアメリカ合衆国で録音したライヴアルバム）を発売[34][35]。
- 1977年 - ストリート・ファイティングメンをバックバンドにしたロックアルバム『光石の巨人』を発表[36]。これを最後にフォーライフレコードを去る[3]。発端は当時泉谷は「ミュージシャンもやって会社もやるっていうのはいかがなものか」「経営者とミュージシャンの二足のわらじを履く行為は、ほかの経営者に対して失礼」と考えており、小室に代わり社長に就任した拓郎と見解の相違が生まれたことに起因するものだった[37]。これがきっかけで「フォークの裏切り者」のレッテルを貼られライブをやってもお客が入らなくなる不遇の時期をしばらく送った。同時期に向田邦子からオファーがあった事をきっかけに俳優業を始めている[38]。
- アサイラム・レコードに移籍し、加藤和彦プロデュースのアルバム『80のバラッド』、『都会のランナー』を発表[39][40]。
- 『仁義なき戦い』と工藤栄一監督の大ファンだった泉谷は[41]、『仁義なき戦い』が製作されると聞きつけ[42]、自ら工藤に「出してくれ」と売り込み[42]、1979年5月26日公開の東映『その後の仁義なき戦い』に出演した[42]。
- 1979年6月 - テレビ朝日系ドラマ『戦後最大の誘拐・吉展ちゃん事件』に小原保（犯人）役として出演し、テレビ大賞及び芸術祭優秀賞を受賞、役者としても注目を集める[1][3][11][43]。

### 1980年代
- 1980年 - 石井聰亙映画『狂い咲きサンダーロード』にて美術やポスターのイラストを担当し、ブルーリボン美術デザイン賞を受賞[11]。また劇中歌として「電光石火に銀の靴」「翼なき野郎ども」「国旗はためく下に」などが使用された[44]。同じ石井聰亙作品1982年の『爆裂都市 BURST CITY』でも美術を担当。自らも俳優としても出演している[45]。
- ニューウェイヴ志向のバックバンド"BANANA"を従えた『オールナイト・ライヴ』を発表[46]。
- 1980年 - 松竹映画『ええじゃないか』（今村昌平監督）に出演し、「泉谷しげる with SHOT GUN」名義でタイトル曲「ええじゃないか/IBO!今夜は徹夜だぜ」発表[47]。
- 1982年 - ポリドールに移籍。ポリドールではスタジオアルバム『NEWS』『39°8′』『ELEVATOR』、ライヴアルバム『REAL TIME』を発表[48][49][50][51]。
- 1983年 - 1984年、社会現象になった通称『金妻（きんつま）』こと、TBS系の連ドラ『金曜日の妻たちへ』Ⅰ・IIに出演[11][52]。
- 1986年6月 - 自らが監督・美術を手掛けたSFビデオ映画作品『デスパウダー』を発表。キャスティングは主演が佐藤浩市、ヒロインは村上里佳子、レプリカント役が夏木マリ、マッド・サイエンティスト忌野清志郎、スカーフェイス景山民夫。撮影に際し、自宅の地下室を爆破した。2011年の「米子映画事変」にて特別編集され、上映された[53]。
- 自主制作ミニアルバム『スカー・ピープル（忌野清志郎プロデュース）』発表。吉田建（ベース）・村上“ポンタ”秀一（ドラム）を中心としたLOSERをバックバンドに活動。仲井戸麗市、下山淳も参加。アナログ志向を全面に打ち出す[54]。
- 1988年 - ビクターに移籍。ロックシンガーとして復活[1]。以降1998年まで10年間所属を続け、アルバム『吠えるバラッド』『IZUMIYA SELF COVERS』『HOWLING LIVE』[54]『'90sバラッド』[55]『叫ぶひと囁く』[56]『下郎参上』（下郎名義）[57]『WILD BLOOD』[58]『メッセージソングス』[59]『追憶のエイトビート』[60]を発表。
- 氷室京介のソロデビューアルバム『FLOWERS for ALGERNON』に収録の「独りファシズム」の作詞を担当[61]。
- 1988年12月 - 自ら監督・出演したオリジナルビデオ『ネイビー・ロックウォー・撃破せよ』を発表。防衛庁（現:防衛省）、海上自衛隊の全面協力を得て撮影された[62]。

### 1990年代
- 1993年 - 北海道南西沖地震被災者救援のために「お前ら募金しろ!」と言うフレーズで、日本ユニセフ協会の協賛を受け「一人フォークゲリラ」と称したゲリラライヴを東京23区内で敢行[11]。その模様は自主制作ライヴ盤として発表[63]。集まった募金およびシングル「なぜ、こんな時代に」の印税も全額奥尻島に寄付した[64]。
- 1993年11月15日 – 北海道厚生年金会館で「奥尻島チャリティーコンサート」を開催した。桑田佳祐、忌野清志郎、小田和正、南こうせつ、加奈崎芳太郎、白井貴子、辻仁成、吉田建なども出演した[65]。
- 1993年12月1日 - 日本武道館で開催されたエイズ啓発運動『Act Against AIDS '93』に出演。「君といつまでも」（加山雄三）、「嵐を呼ぶ男」（石原裕次郎）、「上を向いて歩こう」（坂本九）のカバーを行う。後半では桑田佳祐・大友康平と共に「春夏秋冬」をセッションした[66]。
- 1994年 - 3月13日に長崎・雲仙岳噴火災害救済チャリティーコンサート「メッセージソングの日」を長崎公会堂で開催し[11]、伊勢正三・井上陽水・忌野清志郎・大友康平・小田和正・さだまさし・浜田省吾・吉田拓郎らと共に「泉谷しげるとスーパーバンド」を結成[67]。8月16日には日本武道館、10月28日には島原市文化会館にて「日本をすくえ'94」を各々開催した[64]。12月1日には『Act Against AIDS '94』に2年連続で出演し「春夏秋冬」「眠れない夜」「国旗はためく下に」「翼なき野郎ども」を演奏した[68]。
- 1995年1月 - 阪神・淡路大震災発生の際は、いち早く被災者救援のために立ち上がり、震災当日の夜から北海道南西沖地震の時と同じ「お前ら募金しろ!」と言うフレーズでゲリラライヴを日本各地で敢行[11]。集まった募金およびシングル「It's gonna be Alright」の印税も全額寄付した[64]。また、震災直後の神戸に入り、ラジオ関西の特設スタジオからオールナイトニッポンの特番を放送し、被災者の生の声を中継した[69]。
- 1995年4月 - 忌野清志郎扮する「ZERRY」が在籍する覆面バンドザ・タイマーズのシングル「サヨナラはしない」から発生する収益金を泉谷が設立した「泉谷基金」を通して被災地に寄付した[70]。
- 1995年7月21日 - 大江千里と共に同日に発売された嘉門達夫（現：嘉門タツオ）のチャリティーシングル「怒りのグルーヴ 〜震災篇〜」にコーラスとして参加した[71]。
- 1995年8月12日 - メリケンパークにて『日本をすくえ'95』を開催。バンドメンバーにはドラムで森高千里、ベースで江口洋介が参加していた[72]。
- 1996年8月2日 - 今までのキャリアの集大成ビデオ『泉谷しげる大全集・全身全霊』を発売した[64]。
- 1996年10月 - 日本テレビ系バラエティー番組『香取慎吾のアジアのMIKATA』にレギュラー出演した[64]。
- 1998年7月15日 - レコード会社を再びポリドールに移籍。第1弾としてアルバム『私には夢がある』を発売[64]。
- 1998年8月10日 - 自らが描いた絵画を収録した作品集『泉谷しげるが作品・IMPACT』を発売。その後、渋谷PARCO、軽井沢トリックアート美術館、福岡夢美術館、神戸西神ニュータウンプレンティにて『泉谷しげるアート展』を開催[64]。
- 1999年4月21日 - デビュー前のスタジオ録音デモテープ集がアルバム『ベースメント・テープス』として発表される[73]。

### 2000年代以降
- 2001年 - デビュー30周年を迎える。自らのレーベル『iZ』（イズ）を立ち上げ、第1弾として『起死回生』を発表した[64]。
- 盟友忌野清志郎らと清志郎・泉谷・スパイスマーケットを結成。フジロックフェスティバルに参加するなど精力的な活動を行う[64]。2003年にはアルバムのレコーディングやツアーを行う計画もあったが、泉谷がドラマの仕事を入れてしまったため幻となった[74]。
- 2003年 - 『Dr.コトー診療所』（フジテレビ）に出演[11]。再び俳優としても注目される[64]。
- 2004年1月21日 - ガガガSPのコザック前田とのユニットでシングル「生活/永遠のウソつき」もリリース[4]。後に前田のソロアルバム『東須磨は夕方6時』にも2人が歌った「生活」が収録されている[75]。
- 2007年4月〜2008年3月 - テレビアニメ『ゲゲゲの鬼太郎（第5作）』のオープニングテーマを歌った（第51話まで使用された）[64]。
- 2008年5月11日 - 歳還暦を迎えSHIBUYA-DUO MUSIC EXCHANGEで還暦記念ライブを開催[64]。
- 同時期には「土地土地の歴史と向かい合い、歌の季節を求める旅〜オレの歌は君の季節になれるか？〜」をコンセプトに各地のイベントをギター一本で回る「ロード・オブ・ライブ」を本格的に始動した[64]。
- 2008年9月20日- ポニーキャニオン移籍第一弾となるオリジナルニューアルバム『すべて時代のせいにして』を発売[64]。
- 2008年10月4日 - 「60×60泉谷しげる展覧会」と題したオールナイトライブを実施。ライブは3部構成で、それぞれの部各20曲を披露。60曲としていたものが3部は20曲の後にアンコール2曲を入れ合計62曲になった[76]。
- 2009年5月3日 - SaaS型動画配信サービス「ビムーブTV」にて「地域活性化」をコンセプトにした配信番組『泉谷しげるのコラコラ放送局』を開始。アシスタントとして小島可奈子を迎えた。以前から泉谷は「日本文化のいいところを再発見し、歴史ある祭りにも参加し、さらに新しい祭りを起こしたい」という思いを持っており、番組の配信にあたり「特別な演出をせず、地元の人と自然に触れ合ったものをそのまんま放送したい」「最初は規模が小さくても新しい"祭り"を創ろう!」と意気込みを語った[77][78]。
- 同日 - 忌野清志郎の死に際し、「あいつの死は受け入れたくない、葬儀にも行かないし、冥福も祈りたくない。俺の中ではあいつは生きてるんだ」とコメントする。実際に、2度行われた清志郎のロック葬に泉谷が現れることはなかった。また、破天荒な性格が清志郎の影響によるとも明かした。5月5日より公式サイトにて「忌野清志郎・伝」という連載を開始した[79][80]。
- 2010年 - 口蹄疫流行の中、公式ブログ「兎猫豚（うびょうとん）のみらい日記」 において、宮崎の応援と、政府やマスコミへの憤りを表明。FAO国連食糧農業機関の支援を日本政府が拒否した事や報道が不十分である事などにも触れ、海外メディアの取材を受けることで状況の改善を試みた[81][82]。終息宣言後の同年11月7日には地元の役所・宮崎県警察・東国原英夫（当時第17代 宮崎県知事）の許可を貰い、県民にボランティアを要請した上で宮崎県宮崎市のみやざき臨海公園 サンマリーナ宮崎 多目的芝広場にて宮崎の復興を支援する音楽イベント『水平線の花火と音楽』を開催。このイベントは2016年まで計7回開催され、毎年2万人を動員した[8][83]。
- 2011年3月 - 東日本大震災に際してGACKTや真矢と共同で被災者救援募金活動「SHOW YOUR HEART」（心意気を見せろよ）を展開[84]。また、自らも3月19日から20日まで「24時間トーク&ライブ『日本を救え』」をUstreamで配信[85]。19日には原宿のアンテナショップ「ニコニコ本社」にてニコニコ生放送の特別番組「泉谷しげるのチャリティトーク＆ライブ 〜日本を救え！〜」を嘉門達夫・中村中らと実施。4月17日には秋葉原UDXでイベントを行うなど以降も積極的にチャリティー活動を行った[86][87]。
- 2012年4月28日 - 宮城県川崎町で開催された野外音楽祭ARABAKI ROCK FEST.にて「泉谷しげるwith LOSER」が再結成[88][89]。
- 2013年4月28日 - Zepp ダイバーシティ東京にて泉谷しげるwith LOSER 25周年記念LIVE「吠えるバラッド」開催[90]。
- 2013年12月31日 - NHK紅白歌合戦に初出場[91]。
- 2014年12月8日 - 「北朝鮮人権侵害問題啓発週間」（10日 - 16日）にちなんで日本国政府主催で東京・渋谷オーチャードホールで開催された『拉致問題啓発コンサート』に出演[92]。
- 2015年 - 阿蘇山の噴火活動による風評被害を解消する目的で開催される音楽フェス『阿蘇ロックフェスティバル』の発起人となる[11]。同年5月30日に第1回が開催された[93]。
- 2016年6月18日 - フードコーディネーターの住川啓子と共に西東京調理師専門学校にて『泉谷しげる×住川啓子キッチンライブ!』を開催。同年11月19日には第2回が開催された[94][7]。
- 2018年10月 - 福島第一原子力発電所事故以降風評被害に悩まされている福島県を励ますため、地元の食材をふんだんに取り入れた駅弁「驛（えき）〜福島応援弁当」をプロデュース。知人を通して同県郡山市に本社をもつ駅弁業者「福豆屋」にかけあい実現した。東日本大震災以降毎年のように福島でストリートライブを行っていた泉谷は「まずは福島から元気にしていく」「復興は何十年もかかるもの。福島の食べ物のおいしさはどんな形でも伝えていきたかった」と語っている[95][10]。
- 2019年12月31日 - ももいろ歌合戦（BS日テレ・ニッポン放送・AbemaTVなど）に初出場[96]。翌年以降も出場
- 2020年6月11日 - LIVING ROOM CAFE&DININGにて初の無観客配信ライブ『泉谷しげる 初配信ライブ“コロナのばかやろー！”』 を開催[97]。
- 2023年5月17日 - 「泉谷しげる 75th Anniversary Live」をBillboard LIVE TOKYOにて開催[98][99]。
- 2024年9月21日 - 能登半島地震被災地支援のため、珠洲市にてチャリティーコンサートを開催予定になっていたが、大雨特別警報による避難指示と、道路の（工事関係、緊急用車両以外）通行止めを受けて取りやめる。元々震災前から珠洲市から公演オファーをもらっていたが、能登半島地震を受け、被災地支援のためのチャリティー公演にすることを決めていた。日取りは未定ながら延期公演を開催予定で意欲を見せている[100]

## ディスコグラフィー

### シングル

#### ソロ
| #                                              | 発売日         | タイトル                 | B面                                                       | 規格            | 規格品番    |
| CBS・ソニー                                    | CBS・ソニー    | CBS・ソニー              | CBS・ソニー                                               | CBS・ソニー     | CBS・ソニー |
| ---------------------------------------------- | -------------- | ------------------------ | --------------------------------------------------------- | --------------- | ----------- |
| 1st                                            | 1971年12月21日 | 帰り道                   | 義務                                                      | 7インチシングル | SOLA-2      |
| キャニオン・レコード / AARD-VARK               |                |                          |                                                           |                 |             |
| 2nd                                            | 1972年9月25日  | 春夏秋冬 (実況録音盤)    | ひねくれ子守歌                                            | 7インチシングル | AV-3        |
| エレックレコード                               |                |                          |                                                           |                 |             |
| 3rd                                            | 1973年11月10日 | 春のからっ風             | おー脳!!                                                  | 7インチシングル | EB-1014     |
| 4th                                            | 1974年10月25日 | 眠れない夜               | 乱・乱・乱                                                | 7インチシングル | EB-1032     |
| フォーライフ・レコード                         |                |                          |                                                           |                 |             |
| 5th                                            | 1975年8月25日  | 寒い国から来た手紙       | 1⁄2ブルース                                               | 7インチシングル | FLS-1       |
| 6th                                            | 1976年5月25日  | 彼と彼女                 | 紅の翼                                                    | 7インチシングル | FLS-8       |
| ワーナー・パイオニア / アサイラム・レコード    |                |                          |                                                           |                 |             |
| 7th                                            | 1978年10月5日  | 裸の街                   | レイコ                                                    | 7インチシングル | K-13Y       |
| 8th                                            | 1979年2月10日  | デトロイト・ポーカー     | 女たちへ                                                  | 7インチシングル | K-14Y       |
| 9th                                            | 1979年11月5日  | 俺の女                   | 王の闇                                                    | 7インチシングル | K-20Y       |
| 10th                                           | 1980年3月25日  | レイ・レイ・レイ         | 褐色のセールスマン                                        | 7インチシングル | K-25Y       |
| ポリドール・レコード                           |                |                          |                                                           |                 |             |
| 11th                                           | 1982年4月25日  | サイレントマン           | 地下室のヒーロー                                          | 7インチシングル | 7DX-2016    |
| 12th                                           | 1983年8月25日  | 39°8’                    | 秘密なきブルー                                            | 7インチシングル | 7DX-2042    |
| 13th                                           | 1984年12月21日 | UNDER PRICK              | HAIR STYLE                                                | 7インチシングル | 7DX-1352    |
| SWITCH / SPIN                                  |                |                          |                                                           |                 |             |
| 14th                                           | 1986年12月5日  | 果てしなき欲望           | SCAR PEOPLE                                               | 7インチシングル | 7SW-7006    |
| ビクター音楽産業 / Invitation                  |                |                          |                                                           |                 |             |
| 15th                                           | 1987年12月16日 | 野生のバラッド           | 肉弾列車に赤いバラ                                        | 7インチシングル | VIHX-1729   |
| 16th                                           | 1988年4月21日  | 長い友との始まりに       | 眠れない夜 (LIVE VERSION)                                 | 7インチシングル | VIHX-1736   |
| 16th                                           | 1988年4月21日  | 長い友との始まりに       | 眠れない夜 (LIVE VERSION)                                 | 8cmCD           | VDRS-1025   |
| 17th                                           | 1988年11月21日 | 春夏秋冬                 | ロックンロールにゃ金かかる <マザー・エンタープライズ社歌> | 7インチシングル | VIHX-1761   |
| 17th                                           | 1988年11月21日 | 春夏秋冬                 | ロックンロールにゃ金かかる <マザー・エンタープライズ社歌> | 8cmCD           | VDRS-1101   |
| 18th                                           | 1989年10月21日 | ハレルヤ                 | 流血のならわし                                            | 8cmCD           | VDRS-1187   |
| ビクターエンタテインメント / SPEEDSTAR RECORDS |                |                          |                                                           |                 |             |
| 19th                                           | 1993年9月8日   | なぜ、こんな時代に…      | ディノ・アライヴ〜恐竜時代〜                              | 8cmCD           | VIDL-141    |
| 20th                                           | 1994年4月6日   | 激しい季節               | 冬の光                                                    | 8cmCD           | VIDL-173    |
| 21st                                           | 1994年5月21日  | 都市の夕映え             | つなひき                                                  | 8cmCD           | VIDL-175    |
| 22nd                                           | 1995年5月24日  | 永遠の約束               | ヘッドライト                                              | 8cmCD           | VIDL-10627  |
| 23rd                                           | 1995年11月13日 | It's gonna be ALRIGHT    | ゲットー                                                  | 8cmCD           | VIDL-10730  |
| ポリドール・レコード                           |                |                          |                                                           |                 |             |
| 24th                                           | 1998年6月24日  | 明日も今日の夢のつづきを | ソウルでかい噺                                            | 8cmCD           | PODH-1416   |
| インデックス ミュージック                      |                |                          |                                                           |                 |             |
| 25th                                           | 2007年5月9日   | ゲゲゲの鬼太郎           | ゲゲゲの鬼太郎 其之二                                     | Maxi            | NECM-10064  |
| ポニーキャニオン                               |                |                          |                                                           |                 |             |
| 26th                                           | 2008年5月11日  | すべて時代のせいにして   | 春夏秋冬 黒いカバン 時よ止まれ 君は美しい!                | Maxi            | DMCS-00067  |
| 27th                                           | 2009年6月17日  | 生まれ落ちた者へ         | BIG BOY!!                                                 | CD+DVD          | PCCA-02932  |

#### コラボレーションシングル
| 名義                                        | 発売日        | タイトル            | B面                             | 規格            | 規格品番    |
| RCAレコード                                 | RCAレコード   | RCAレコード         | RCAレコード                     | RCAレコード     | RCAレコード |
| ------------------------------------------- | ------------- | ------------------- | ------------------------------- | --------------- | ----------- |
| カメカメ合唱団                              | 1970年        | この歌きくべし      | ココロのシャンソン              | 7インチシングル | JRT-1090    |
| フォーライフ・レコード                      |               |                     |                                 |                 |             |
| 泉谷しげる & ストリート・ファイティングメン | 1977年4月10日 | 電光石火に銀の靴    | 決定!ホンキー・ふりかけ・トンク | 7インチシングル | FLS-15      |
| 泉谷しげる & ストリート・ファイティングメン | 1977年6月10日 | 旅立て女房          | 黄昏のオレンジ・ロード          | 7インチシングル | FLS-1003    |
| ワーナー・パイオニア / アサイラム・レコード |               |                     |                                 |                 |             |
| 泉谷しげる with SHOT GUN                    | 1981年2月25日 | ええじゃないか      | I.BO!今夜は徹夜だぜ             | 7インチシングル | K-1501Y     |
| ビクター音楽産業 / Invitation               |               |                     |                                 |                 |             |
| 泉谷しげる with LOSER                       | 1991年3月21日 | 叫ぶひとささや      | ムノウ                          | 8cmCD           | VIDL-53     |
| 日本コロムビア                              |               |                     |                                 |                 |             |
| ManaKana & 泉谷しげる                       | 1998年7月1日  | おどるポンポコリン  | ちびまる子音頭                  | 8cmCD           | CODC-1517   |
| Sony Records / gr8!records                  |               |                     |                                 |                 |             |
| コザック前田と泉谷しげる                    | 2004年1月21日 | 生活/永遠のウソつき |                                 | CCCD            | SRCL-5646   |
| コザック前田と泉谷しげる                    | 2004年1月21日 | 生活/永遠のウソつき | Maxi                            | SRCL-6179       |             |
| WAHAHA本舗                                  |               |                     |                                 |                 |             |
| 泉谷しげる with ワハハ本舗                  | 2021年11月3日 | 風の時代            | 風の時代 (カラオケ)             | Maxi            | WAHAHA-0023 |

### アルバム

#### オリジナル・アルバム
|                                                | 発売日           | タイトル                     | 規格                          | 規格品番         |                  |
| エレックレコード                               | エレックレコード | エレックレコード             | エレックレコード              | エレックレコード | エレックレコード |
| ---------------------------------------------- | ---------------- | ---------------------------- | ----------------------------- | ---------------- | ---------------- |
| 1st                                            | 1972年4月25日    | 春夏秋冬                     | LP                            | ELEC-2006        |                  |
| 2nd                                            | 1972年11月25日   | 地球はお祭り騒ぎ             | LP                            | ELEC-2013        |                  |
| 3rd                                            | 1973年9月25日    | 光と影                       | LP                            | ELEC-2021        |                  |
| 4th                                            | 1974年10月10日   | 黄金狂時代                   | LP                            | ELEC-2032        |                  |
| フォーライフ・レコード                         |                  |                              |                               |                  |                  |
| 5th                                            | 1976年4月25日    | 家族                         | LP                            | FLL-4003         |                  |
| 6th                                            | 1977年6月25日    | 光石の巨人                   | LP                            | FLL-5009         |                  |
| ワーナー・パイオニア / アサイラム・レコード    |                  |                              |                               |                  |                  |
| 7th                                            | 1978年10月25日   | '80のバラッド                | LP                            | K-10014Y         |                  |
| 8th                                            | 1979年10月29日   | 都会のランナー               | LP                            | K-10018Y         |                  |
| ポリドール・レコード                           |                  |                              |                               |                  |                  |
| 9th                                            | 1982年5月1日     | NEWS                         | LP                            | 28MX-2037        |                  |
| 10th                                           | 1983年9月1日     | 39°8´                        | LP                            | 28MX-2073        |                  |
| 11th                                           | 1984年12月21日   | ELEVATOR                     | LP                            | 28MX-1200        |                  |
| ビクター音楽産業 / Invitation                  |                  |                              |                               |                  |                  |
| 12th                                           | 1988年1月21日    | 吠えるバラッド               | LP                            | VIH-28314        |                  |
| 12th                                           | 1988年1月21日    | 吠えるバラッド               | CD                            | VDR-1464         |                  |
| 13th                                           | 1989年11月21日   | '90s バラッド                | LP                            | VIH-28380        |                  |
| 13th                                           | 1989年11月21日   | '90s バラッド                | CD                            | VDR-1655         |                  |
| ビクターエンタテインメント / SPEEDSTAR RECORDS |                  |                              |                               |                  |                  |
| 14th                                           | 1993年1月21日    | WILD BLOOD                   | CD                            | VICL-352         |                  |
| 15th                                           | 1994年5月21日    | メッセージ・ソングス         | CD                            | VICL-524         |                  |
| 16th                                           | 1995年7月21日    | 追憶のエイトビート           | CD                            | VICL-657         |                  |
| ポリドール・レコード                           |                  |                              |                               |                  |                  |
| 17th                                           | 1998年7月15日    | 私には夢がある               | CD                            | POCH-1711        |                  |
| 18th                                           | 2000年1月26日    | IRA (IZUMIYA ROMANTIC ANGER) | CD                            | POCH-1897        |                  |
| ポニーキャニオン                               |                  |                              |                               |                  |                  |
| 19th                                           | 2008年10月1日    | すべて時代のせいにして       | CD+DVD (初回限定プレミアム盤) | PCCA-02743       |                  |
| 19th                                           | 2008年10月1日    | すべて時代のせいにして       | CD                            | PCCA-02744       |                  |
| 20th                                           | 2009年12月2日    | 愛と憎しみのバラッド         | CD                            | PCCA-03047       |                  |
| iZレーベル                                     |                  |                              |                               |                  |                  |
| 21st                                           | 2012年4月7日     | 突然炎のように!              | CD                            | IZ-0101          |                  |
| 21st                                           | 2014年1月8日     | 突然炎のように!              | CD                            | WTCS-1035        |                  |
| 22nd                                           | 2019年5月11日    | スキル/栄光か破滅か!         | CD                            | IZ-0102          |                  |

#### ミニ・アルバム
|               | 発売日        | タイトル      | 規格          | 規格品番      |               |
| SWITCH / SPIN | SWITCH / SPIN | SWITCH / SPIN | SWITCH / SPIN | SWITCH / SPIN | SWITCH / SPIN |
| ------------- | ------------- | ------------- | ------------- | ------------- | ------------- |
| 1st           | 1986年7月21日 | SCAR PEOPLE   | LP            | 15SW-4509     |               |
| 1st           | 1989年8月21日 | SCAR PEOPLE   | CD            | VDR-4001      |               |

#### セルフカバー・アルバム
|                               | 発売日                        | タイトル                      | 規格                          | 規格品番                      |                               |
| ビクター音楽産業 / Invitation | ビクター音楽産業 / Invitation | ビクター音楽産業 / Invitation | ビクター音楽産業 / Invitation | ビクター音楽産業 / Invitation | ビクター音楽産業 / Invitation |
| ----------------------------- | ----------------------------- | ----------------------------- | ----------------------------- | ----------------------------- | ----------------------------- |
| 1st                           | 1988年12月7日                 | IZUMIYA・SELF COVERS          | LP                            | VIH-28353                     |                               |
| 1st                           | 1988年12月7日                 | IZUMIYA・SELF COVERS          | CD                            | VDR-1572                      |                               |

#### カバー・アルバム
|      | 発売日       | タイトル               | 規格   | 規格品番  |      |
| 喝采 | 喝采         | 喝采                   | 喝采   | 喝采      | 喝采 |
| ---- | ------------ | ---------------------- | ------ | --------- | ---- |
| 1st  | 2013年8月7日 | 昭和の歌よ、ありがとう | CD+DVD | WTCS-1034 |      |

#### ライブ・アルバム
|                                             | 発売日           | タイトル                                     | 規格             | 規格品番         |                  |
| エレックレコード                            | エレックレコード | エレックレコード                             | エレックレコード | エレックレコード | エレックレコード |
| ------------------------------------------- | ---------------- | -------------------------------------------- | ---------------- | ---------------- | ---------------- |
| 1st                                         | 1971年11月20日   | 泉谷しげる登場                               | LP               | ELEC-2004        |                  |
| フォーライフ・レコード                      |                  |                                              |                  |                  |                  |
| 2nd                                         | 1975年8月25日    | ライヴ!!泉谷〜王様たちの夜〜                 | LP               | FLL-8001/2       |                  |
| 3rd                                         | 1976年10月25日   | HOT TYPHOON FROM EAST (イーストからの熱い風) | LP               | FLL-5004         |                  |
| SMS                                         |                  |                                              |                  |                  |                  |
| 4th                                         | 1978年12月21日   | 泉谷しげるライブ サブ・トータル              | LP               | SM38-4001/2      |                  |
| ワーナー・パイオニア / アサイラム・レコード |                  |                                              |                  |                  |                  |
| 5th                                         | 1980年10月25日   | オールナイト・ライヴ                         | LP               | K-12002Y         |                  |
| ポリドール・レコード                        |                  |                                              |                  |                  |                  |
| 6th                                         | 1984年3月1日     | REAL TIME                                    | LP               | 38MX-1165/6      |                  |
| 6th                                         | 1989年6月5日     | REAL TIME                                    | CD               | H32P-20327/8     |                  |
| ビクター音楽産業 / Invitation               |                  |                                              |                  |                  |                  |
| 7th                                         | 1988年7月21日    | HOWLING LIVE                                 | CD               | VDR-1533         |                  |
| GUERRILLA RECORD / TRANSISTOR               |                  |                                              |                  |                  |                  |
| 8th                                         | 1993年11月21日   | ひとりフォークゲリラライブ!                  | CD               | MES-001          |                  |
| GUERRILLA RECORD                            |                  |                                              |                  |                  |                  |
| 9th                                         | 1999年2月25日    | 泉谷しげる展。                               | CD               | MES-002          |                  |
| iZレーベル                                  |                  |                                              |                  |                  |                  |
| 10th                                        | 2001年9月1日     | 起死回生                                     | CD               | IZL-001          |                  |
| 11th                                        | 2002年6月15日    | R-15                                         | CD               | IZL-002          |                  |

#### コンピレーション・アルバム
|                        | 発売日                 | タイトル               | 規格                   | 規格品番               |                        |
| フォーライフ・レコード | フォーライフ・レコード | フォーライフ・レコード | フォーライフ・レコード | フォーライフ・レコード | フォーライフ・レコード |
| ---------------------- | ---------------------- | ---------------------- | ---------------------- | ---------------------- | ---------------------- |
| 1st                    | 1999年4月21日          | ベースメント・テープス | CD                     | FLCF-3737              |                        |

#### ベスト・アルバム
|                                                | 発売日           | タイトル                                 | 規格             | 規格品番         |                  |
| エレックレコード                               | エレックレコード | エレックレコード                         | エレックレコード | エレックレコード | エレックレコード |
| ---------------------------------------------- | ---------------- | ---------------------------------------- | ---------------- | ---------------- | ---------------- |
| 1st                                            | 1975年4月25日    | 初期の泉谷しげるメモリアル               | LP               | ELEC-2           |                  |
| フォーライフ・レコード                         |                  |                                          |                  |                  |                  |
| 2nd                                            | 1978年7月25日    | ベリー・ベスト・オブ・泉谷しげる         | LP               | FLL-5024         |                  |
| 3rd                                            | 1988年3月21日    | EARLY TIME OF SIGERU IZUMIYA             | CD               | 30KD-121         |                  |
| 4th                                            | 1991年12月15日   | Day By Day                               | CD               | FLCF-30124       |                  |
| ビクター音楽産業 / Invitation                  |                  |                                          |                  |                  |                  |
| 5th                                            | 1991年12月16日   | ケース・バイ・ケース1987〜1991           | CD               | VICL-257         |                  |
| ビクターエンタテインメント / SPEEDSTAR RECORDS |                  |                                          |                  |                  |                  |
| 6th                                            | 1993年11月21日   | 自画自賛                                 | CD               | VICL-22001       |                  |
| 7th                                            | 1996年7月24日    | 全身全霊〜Life to soul〜                 | CD               | VICL-791         |                  |
| フォーライフ・レコード                         |                  |                                          |                  |                  |                  |
| 8th                                            | 1998年9月19日    | BEST 〜エレック・イヤーズ                | CD               | FLCF-3725        |                  |
| ビクターエンタテインメント / SPEEDSTAR RECORDS |                  |                                          |                  |                  |                  |
| 9th                                            | 1998年9月23日    | ベスト盤                                 | CD               | VICL-60284       |                  |
| フォーライフ・レコード                         |                  |                                          |                  |                  |                  |
| 10th                                           | 2001年9月27日    | PURE BEST                                | CD               | FLCF-3888        |                  |
| フォーライフミュージックエンタテイメント       |                  |                                          |                  |                  |                  |
| 11th                                           | 2002年11月20日   | GOLDEN☆BEST〜Early Days Selection〜      | CD               | FLCF-3932        |                  |
| ジェネオンエンタテインメント                   |                  |                                          |                  |                  |                  |
| 12th                                           | 2008年1月23日    | ベストアルバム                           | CD               | GNCL-1280        |                  |
| ポニーキャニオン                               |                  |                                          |                  |                  |                  |
| 13th                                           | 2010年5月26日    | ALL TIME BEST 天才か人災か               | CD+DVD           | PCCA-03162       |                  |
| 14th                                           | 2011年3月16日    | ゴールデン☆ベスト エレック・セレクション | CD               | PCCA-03367       |                  |
| ワーナーミュージック・ジャパン                 |                  |                                          |                  |                  |                  |
| 15th                                           | 2014年2月26日    | ゴールデン☆ベスト                        | CD               | WPCL-11628       |                  |

#### コラボレーションアルバム
| 名義                                   | 発売日           | タイトル                      | 規格             | 規格品番         |                  |
| エレックレコード                       | エレックレコード | エレックレコード              | エレックレコード | エレックレコード | エレックレコード |
| -------------------------------------- | ---------------- | ----------------------------- | ---------------- | ---------------- | ---------------- |
| カメカメ合唱団                         | 1973年7月25日    | 人生はピエロ                  | LP               | ELEC-2020        |                  |
| 西岡たかし+泉谷しげる                  | 1973年12月10日   | ともだち始め                  | LP               | ELW-3006         |                  |
| フォーライフ・レコード                 |                  |                               |                  |                  |                  |
| 小室等・吉田拓郎・泉谷しげる・井上陽水 | 1976年11月10日   | クリスマス                    | LP               | FLL-5003         |                  |
| SMS                                    |                  |                               |                  |                  |                  |
| 泉谷しげるVS古井戸                     | 1979年4月25日    | 唄の市ライブ/地上最大のショウ | LP               | SM38-4012/13     |                  |
| ビクター音楽産業 / Invitation          |                  |                               |                  |                  |                  |
| 泉谷しげる with LOSER                  | 1991年4月21日    | 叫ぶひと囁く                  | CD               | VICL-119         |                  |
| 下郎                                   | 1991年10月21日   | 下郎参上                      | CD               | VICL-237         |                  |
| V.S RECORDS                            |                  |                               |                  |                  |                  |
| 泉谷しげる VS CHABO BAND               | 1997年6月6日     | 対決〜復讐するは我にあり〜    | CD               | VS-001           |                  |

#### CD-BOX
|            | 発売日        | タイトル                                 | 規格       | 規格品番   |            |
| iZレーベル | iZレーベル    | iZレーベル                               | iZレーベル | iZレーベル | iZレーベル |
| ---------- | ------------- | ---------------------------------------- | ---------- | ---------- | ---------- |
| 1st        | 2007年3月7日  | 泉谷しげる35周年記念セット「黒いカバン」 | CD+DVD     | IZSB-001B  |            |
| ユーキャン |               |                                          |            |            |            |
| 2nd        | 2017年5月11日 | 泉谷しげるの新世界/アートオブライブ!     | CD         | OCD-10801  |            |

#### 関連アルバム
- 『唄の市第一集』（1972年）
- 『野音唄の市』（1972年）

### 映像作品
- 『HOWLING LIVE』（VHS、1988年7月21日 / DVD、2003年3月26日）
- 『HALLELUJAH』（VHS、1990年1月21日 / DVD、2003年3月26日）
- 『LIVE LIFE LIVE〜叫びつづける〜』（VHS、1991年1月21日 / DVD、2003年3月26日）
- 『再登場「日本を救え」』（VHS、1994年5月8日）
- 『全身全霊〜泉谷しげる大全集〜』（VHS、1996年8月21日 / DVD、2003年3月26日）
- 『日本を救え!!』（DVD、2003年3月26日）
- 『泉谷しげる MTV Premium Live in duo』（DVD、2007年10月26日）
- 『泉谷展覧会 60×60 <第一部>』（DVD、2009年3月18日）
- 『泉谷展覧会 60×60 <第二部>』（DVD、2009年6月17日）
- 『泉谷展覧会 60×60 <第三部>』（DVD、2009年12月2日）
- 『「昭和の歌よ、ありがとう」One Night Premiere LIVE』（DVD、2014年4月23日）
- 『泉谷しげる×な時間（バツなライブ）』（DVD、2014年8月27日）

### タイアップ一覧
| 曲名                         | タイアップ                                                     | 収録作品                                       |
| ---------------------------- | -------------------------------------------------------------- | ---------------------------------------------- |
| ええじゃないか               | 映画『ええじゃないか』イメージソング                           | コラボレーションシングル「ええじゃないか」     |
| なぜ、こんな時代に…          | 学生援護会CMイメージソング                                     | シングル「なぜ、こんな時代に…」                |
| なぜ、こんな時代に…          | TBS系『スペースJ』エンディングテーマ                           | シングル「なぜ、こんな時代に…」                |
| ディノ・アライヴ〜恐竜時代〜 | Dino Alive テーマソング                                        | シングル「なぜ、こんな時代に…」                |
| 激しい季節                   | アサヒ缶コーヒー SUPER JO イメージソング                       | シングル「激しい季節」                         |
| 都市の夕映え                 | 第一生命『キーパープラン』CFソング                             | シングル「都市の夕映え」                       |
| It's gonna be ALRIGHT        | 学校法人吉田学園 CMソング                                      | シングル「It's gonna be ALRIGHT」              |
| 明日も今日の夢のつづきを     | テレビ朝日系全国ネット『びんぼう同心御用帳』テーマ曲           | シングル「明日も今日の夢のつづきを」           |
| おどるポンポコリン           | フジテレビ系テレビアニメ『ちびまる子ちゃん』オープニングテーマ | コラボレーションシングル「おどるポンポコリン」 |
| ゲゲゲの鬼太郎               | フジテレビ系アニメ『ゲゲゲの鬼太郎』オープニングテーマ         | シングル「ゲゲゲの鬼太郎」                     |
| 生まれ落ちた者へ             | アニメ映画『宮本武蔵 -双剣に馳せる夢-』主題歌                  | シングル「生まれ落ちた者へ」                   |
| BIG BOY!!                    | BSフジ『Beポンキッキ BIG BOY PROJECT』テーマ曲                 | シングル「生まれ落ちた者へ」                   |

## 楽曲提供
- 川谷拓三「夜光る男」 - 作詞・作曲、「恋歌」 - 作曲のみ
- 堺正章「行きずりの男」 - 作詞・作曲・編曲
- 佐藤公彦「恋に別れを」「同じように生きて」「今日このごろ」 - 作詞のみ
- 沢田研二「STOIE HEAVY〜盗まれた記憶〜」（アルバム『PANORAMA』収録） - 作詞のみ
- 杉田二郎「若いというだけで」 - 作詞のみ
- 仁藤優子「私の戦争」 - 作詞・作曲
- 根津甚八「からっ風ブルー」「野良犬 PART II」 - 作詞・作曲
- ビートたけし「おれが武だ」「夜につまずき」 - 作曲のみ
- ピピ&コット「鬼ごっこ」（シングル「野菜が食べたい」B面） - 作詞のみ
- 氷室京介「独りファシズム」（アルバム『FLOWERS for ALGERNON』収録） - 作詞のみ
- VALE TUDO CONNECTION Organized「ワイルドピース」 - 作詞のみ
- 松尾和子「オレンジ色の女」「放浪の子」「夜明けのラプソディー」「らせん階段」「若い人」 - 作詞・作曲
- ザ・モップス「当世少女気質」 - 作詞・作曲
- ROMY「カー・ラジオ」「KI・A・I」- 作詞のみ
- ザ・ロッカーズ「視界ゼロの女」「LOVEコマーシャル」 - 作詞のみ
- 渡辺美里「2人のFOUR SEASONS」 - 作詞のみ（桑田佳祐との共作）

## 出演

### テレビドラマ
- ハッピーですか?（1978年4月 - 6月、日本テレビ）
- 「獅子のごとく」（1978年8月21日、TBS）
- 土曜ワイド劇場（朝日放送 / テレビ朝日）
  - 「戦後最大の誘拐 吉展ちゃん事件」（1979年6月30日） - 主演・小原保 役
  - 「滋賀銀行九億円横領事件 女の決算」（1981年2月7日）
  - 「透明な季節 僕が愛した帝国軍人の妻 バンザイ! あのポケゴリが死んだ」（1982年8月14日）
  - 「リカ」（2003年3月1日）
  - 「はみだし弁護士・巽志郎10」（2006年8月19日）
  - 「女刑事ふたり〜赤い月連続殺人!!」（2008年3月8日） - 高松刑事課長 役
  - 「ヤメ検の女シリーズ」（2009年11月14日 - ） - 堺虎之助 役
  - 「ショカツの女〜新宿西署・刑事課強行犯係4」（2010年4月17日）
  - 「再捜査刑事・片岡悠介6」（2014年4月26日） - 丸尾勇 役
- テレビ朝日開局20周年記念作品「蒼き狼 成吉思汗の生涯」（1980年10月6日 - 10月7日、テレビ朝日） - ゴルチ 役
- 土曜ドラマ（NHK）
  - 「暁は寒かった」（1980年10月 - 11月）
  - 「翔べ!南十字星号」（1982年12月）
- 火曜サスペンス劇場・DRAMA COMPLEX（日本テレビ）
  - 「10万分の1の偶然」（1981年） - 山鹿恭介 役
  - 「黒いドレスの女」（1985年1月1日）
  - 「犯行再現ビデオ」（1993年8月10日）
  - 「時代屋の女房」（2006年2月14日） - サンライズ・マスター 役
  - 「ひめゆり隊と同じ戦火を生きた少女の記録 最後のナイチンゲール」（2006年8月22日） - 森少尉 役
- 鞍馬天狗（1981年12月 - 1982年3月、TBS）
- 木曜ゴールデンドラマ・ドラマシティー（日本テレビ）
  - 「いもうと」（1982年2月11日）
  - 「あぶない家族」（1989年1月26日）
  - 「密写された女」（1989年4月27日）
  - 「俺のベイビー！」（1992年10月5日）
- あっけらかん（1982年5月 - 8月、日本テレビ） - 木田洋平 役
- 時代劇スペシャル「素浪人罷り通る 第二部・暁の死闘」（1982年5月7日、フジテレビ） - 多助 役
- ザ・サスペンス（TBS）
  - 「松本清張の馬を売る女」（1982年） - 八田英吉 役
  - 「還らざる海」（1983年5月28日）
- 金曜日の妻たちへシリーズ（TBS）
  - 金曜日の妻たちへ（1983年2月 - 5月） - 田村東彦 役
  - 金曜日の妻たちへII 男たちよ、元気かい?（1984年7月 - 10月） - 山崎秀太郎 役
- 擬装結婚（1983年4月 - 6月、TBS）
- よみうりテレビ開局25周年特別企画「女たちの大坂城」（1983年11月3日、読売テレビ） - 豊臣秀次 役
- 探偵物語（1984年1月、TBS）
- 東芝日曜劇場（TBS）
  - 「7年目のスイートホーム」（1983年5月29日）
  - 「初恋の人さがします」（1988年7月10日）
- 恋人よ、われに帰れ（1983年9月23日、フジテレビ）- 秋本 役
- 木曜ゴールデンドラマ 仮の宿なるを（1983年11月10日、読売テレビ） - 田村道夫 役
- 弐十手物語（1984年4月 - 7月、フジテレビ） - 菊池鶴次郎 役
- 水曜ドラマスペシャル「遊びの時間は終らない」（1985年9月18日、TBS）
- 夏樹静子サスペンス「死者の嘘」（1986年1月20日、フジテレビ）
- 山村美紗サスペンス「偽装の回路」（1986年、関西テレビ / 東映）
- 男たちによろしく（1987年4月 - 7月、TBS） - 柿沢誠 役
- ラストゴングが鳴るまで（1987年6月、NHK）
- 制作2部青春ドラマ班（1987年10月 - 12月） - 西本チーフプロデューサー 役
- 夜ごとのラブソング（1987年11月 - 12月）
- ザ・ドラマチックナイト・金曜ドラマシアター・金曜エンタテイメント・金曜プレステージ（フジテレビ）
  - 人間ドラマシリーズ「泣けたぜ!おやじ・明大島岡監督物語」（1987年12月4日）
  - 「危険な花嫁」（1991年11月29日）
  - 「最後の依頼人」（1997年11月21日）
  - 内田康夫旅情サスペンス 岡部警部シリーズ - 神谷茂 役
    - 「倉敷殺人事件」（2006年9月1日）
    - 「多摩湖畔殺人事件」（2007年8月31日）
    - 「十三の墓標」（2008年9月5日）
    - 「シーラカンス殺人事件」（2009年11月27日）

  - 「弁護士 朝吹里矢子」（2010年12月10日） - 戸倉弁護士 役
  - 「十津川刑事の肖像5」（2012年4月6日） - 矢吹隆一 役
- 空に星があるように（1988年1月 - 3月、TBS） - 秀島洋次郎 役
- ウルトラマンをつくった男たち 星の林に月の舟（1989年3月21日、TBS） - 新聞記者 役
- いまどき銀座物語ぼんぼん（1989年5月 - 7月、フジテレビ） - 修平 役
- ホテル物語・夏!（1989年7月 - 9月）
- 過ぎし日のセレナーデ（1989年10月 - 1990年3月、フジテレビ） - 石山卓 役
- 月曜ドラマスペシャル・月曜ゴールデン（TBS）
  - 「逆転報道」（1992年10月5日）
  - 「刑事シュート しゅうと&ムコの事件日誌4」（2013年4月1日） - 羽田三郎 役
- 木曜日の食卓（1992年10月 - 12月、TBS） - 米坂重松 役
- さくらももこランド・谷口六三商店（1993年4月 - 6月、TBS） - 谷口六三 役
- 好きやねん父ちゃんシリーズ（TBS）
  - 「好きやねん父ちゃん 1」（1994年10月2日）
  - 「好きやねん父ちゃん 3」（1995年10月1日）
- ゴールデン洋画劇場 聖夜の奇跡 あなたの好きな愛はどれ?「イヴなんていらない」（1995年12月23日、フジテレビ）
- 黄昏流星群〜恋をもう一度（1997年8月 - 9月、NHK-BS2）
- 「チョコレート革命」（1998年6月 - 8月、NHK-BS2）
- 救命病棟24時シリーズ（フジテレビ） - 龍村 役
  - 「救命病棟24時」（1999年1月 - 3月）
  - 「救命病棟24時スペシャル」（2005年1月4日）
- ケイゾク（TBS） - 壺坂邦男 役
  - 「ケイゾク」（1999年1月 - 3月）
  - 「ケイゾク／特別篇 PHANTOM〜死を契約する呪いの樹」（1999年12月24日）
- 2001年のおとこ運（2001年1月 - 3月、フジテレビ） - 柚木幸造 役
- Fighting Girl（2001年7月 - 9月、フジテレビ） - 粟村光夫 役
- 歓迎!ダンジキ御一行様（2001年10月 - 12月、日本テレビ） - 東尋 役
- 私立探偵 濱マイク（2002年7月 - 9月、日本テレビ）
- サイコドクター（2002年10月 - 12月、日本テレビ）
- 相棒シリーズ（テレビ朝日） - 田端甲子男 役
  - 「相棒 season1」（2002年）
  - 「相棒 season2」（2003年）
- Dr.コトー診療所シリーズ（フジテレビ） - 安藤重雄 役
  - 「Dr.コトー診療所」（2003年7月 - 9月）
  - 「Dr.コトー診療所 2004スペシャル」（2004年11月）
  - 「Dr.コトー診療所 2006」（2006年10月 - 12月）
- 愛し君へ（2004年4月 - 6月、フジテレビ） - 友川鉄雄 役
- 人間の証明（2004年7月 - 9月、フジテレビ） - 吉岡実 役
- めだか（2004年10月 - 12月、フジテレビ） - 刈谷六郎 役
- 「生きたい〜家族の命リレー・生体肝移植〜」（2005年1月22日、朝日放送）
- ウーマンズ・ビート ドラマスペシャル 溺れる人（2005年3月1日、日本テレビ） - 患者 役
- シナリオ登龍門2004「目の鱗、ぽろり」（2005年3月26日、日本テレビ） - 主演・欽二 役
- エンジン（2005年4月 - 6月） - 一之瀬新作
- 「広島 昭和20年8月6日」（2005年8月29日、TBS） - 郵便配達人 役
- 電車男（2005年7月 - 9月、フジテレビ） - 酔っ払い 役
- 女王の教室（2005年7月 - 2005年9月、日本テレビ） - 近藤六助 役
- 恋の時間（2005年10月 - 12月） - マスター 役
- クロサギ（2006年4月 - 6月、TBS） - 吉川辰樹 役
- 「恋愛小説 月のしずく」（2006年7月17日、TBS）
- 「カクレカラクリ」（2006年9月13日、TBS） - 花山源治郎 役
- 「熟年結婚 〜妻への詫び状〜」（2006年11月22日、テレビ東京）
- 東京タワー 〜オカンとボクと、時々、オトン〜（2007年、フジテレビ） - 中山兆治（オトン）役
- 女帝（2007年7月 - 9月、朝日放送 / テレビ朝日） - 美濃村達吉 役
- 「フライトパニック」（2007年10月20日、フジテレビ） - 乗客 / 暴漢 役
- 正月時代劇 「雪之丞変化」（2008年1月3日、NHK）
- あんみつ姫シリーズ（フジテレビ） - あべかわ彦左ェ門 役
  - 「あんみつ姫」（2008年1月6日）
  - 「あんみつ姫2」（2009年1月）
- ハチミツとクローバー（2008年1月 - 3月、フジテレビ） - 山田大五郎 役 ※友情出演
- 佐々木夫妻の仁義なき戦い 第2話（2008年1月27日、TBS） - 前田幸造 役
- 日本テレビ開局55周年記念番組「東京大空襲」（2008年3月17日・18日、日本テレビ） - 山田和夫 役
- CHANGE（2008年5月12日 - 7月14日、フジテレビ） - 村山 嘉津男 役
- ロト6で3億2千万円当てた男（2008年7月 - 9月、朝日放送 / テレビ朝日） - 篠崎専務 役
- テレビ朝日開局50周年記念番組「警官の血」（2009年2月、テレビ朝日） - 原田圭介 役
- ヴォイス〜命なき者の声〜（2009年1月 - 3月、フジテレビ） - 蕪木誠役
- ザ・クイズショウ（2009年4月、日本テレビ） - 松坂源五郎役
- HTBスペシャルドラマ「ミエルヒ」（2009年12月、北海道テレビ） - 永島幸介 役
- 新参者（2010年4月 - 6月、TBS） - 上杉博史 役
- 連続テレビ小説（NHK）
  - ひまわり（1996年4月 - 10月、NHK総合） - 竹永一 役
  - ゲゲゲの女房（2010年9月3日・9月4日） - 妖怪小豆洗いの声
  - まれ 第68話・第72話・第73話（2015年6月16日・6月20日・6月22日） - 浜田 役
- ナサケの女〜国税局査察官〜（2010年10月 - 12月、テレビ朝日） - 曽根六輔 役
- 最上の命医（2011年1月 - 3月、テレビ東京） - 神道護 役
- CONTROL〜犯罪心理捜査〜（2011年1月 - 3月、フジテレビ） - 杉浦幸造役
- 犬を飼うということ〜スカイと我が家の180日〜（2011年4月 - 6月、テレビ朝日） - 窪田松夫 役
- パンドラIII 革命前夜（2011年10月 - 11月、WOWOW） - 松永昭一郎 役
- 俺の空〜刑事編〜 第9話（2011年10月 - 12月、テレビ朝日） - 本部正行 / 松本秀治 役
- 運命の人（2012年1月 - 3月、TBS） - 渡久山朝友 役
- ドラマ特別企画「悪女について」（2012年4月30日、TBS） - 伊藤銀次 役
- トッカン 特別国税徴収官（2012年7月 - 9月、日本テレビ） - 大島照夫 役
- 名古屋テレビ放送開局50周年特別ドラマ「ゆりちかへ ママからの伝言」（2013年1月26日、名古屋テレビ放送制作・テレビ朝日） - 山口肇 役
- プレミアムドラマ「宮崎 命のあしあと」（2013年1月27日、NHK BSプレミアム） - 居酒屋「大将」店主 役
- 水曜ミステリー9 トラベルライター青木亜木子シリーズ（テレビ東京） - 浅井亨 役
  - 「トラベルライター青木亜木子」（2013年2月20日）
  - 「トラベルライター青木亜木子2」（2014年1月15日）
    - 警視庁強行犯 樋口顕3「烈火」（2016年12月21日） - 池田裕作(坂上哲雄) 役
- レディ・ジョーカー（2013年3月 - 4月、WOWOW） - 物井清三 役
- 確証〜警視庁捜査3課（2013年4月 - 6月、TBS） - 福田大吉 役
- ドクターX〜外科医・大門未知子〜 第2期第6話（2013年10月 - 12月、テレビ朝日） - 近藤六助 役
- テレビ朝日開局55周年記念番組「オリンピックの身代金」（2013年11月30日・12月1日、テレビ朝日） - キン 役
- テレビ朝日開局55周年記念 松本清張二夜連続ドラマスペシャル「松本清張ドラマスペシャル・三億円事件」（2014年1月18日、テレビ朝日） - 伊藤記者 役
- 三匹のおっさん〜正義の味方、見参!!〜（2014年1月 - 3月、テレビ東京） - 立花重雄 役
  - 「三匹のおっさん2〜正義の味方、ふたたび!!〜」（2015年4月 - 6月）
  - 「三匹のおっさん3〜正義の味方、みたび!!〜」（2017年1月 - 3月）
  - 「三匹のおっさん スペシャル〜正義の味方、史上最大、最後の戦い！…かも？〜」（新春ドラマ特別企画）（2018年1月2日、テレビ東京）
- 緊急取調室 第4話（2014年2月6日、テレビ朝日） - 菅沼俊樹 役
- スペシャルドラマ「奇跡の教室」（2014年6月28日、日本テレビ） - 椎田一郎 役
- 東京にオリンピックを呼んだ男（2014年10月11日、フジテレビ） - 闇市の男 役
- 月曜ゴールデン特別企画「全盲の僕が弁護士になった理由〜実話に基づく感動サスペンス!〜」（2014年12月1日、TBS） - 志村豊繁 役
- 学校のカイダン（2015年1月期、日本テレビ） - 徳次郎 役
- だから荒野（2015年1月 - 3月、NHK BSプレミアム） - 三浦 役
- 牙狼〈GARO〉シリーズ（テレビ東京） - D・リンゴ 役
  - 牙狼〈GARO〉-GOLD STORM- 翔（2015年4月 - 9月）
  - 牙狼〈GARO〉-魔戒烈伝- 第12話（2016年6月）
- ドラマスペシャル「所轄魂」（2015年9月20日、テレビ朝日） - 大前田五郎 役
- 誤断（2015年11月 - 12月、WOWOW） - 槙田高志 役
- 臨床犯罪学者 火村英生の推理（2016年3月6日、日本テレビ） - 安納守之 役
- 月曜名作劇場「駅弁刑事・神保徳之助10」（2016年5月2日、TBS） - 望月義昭 役
- 昼のセント酒 第10湯（2016年6月11日、テレビ東京） - 鈴木政夫 役[101]
- 遺産相続弁護士 柿崎真一 第4話（2016年7月28日、読売テレビ・日本テレビ） - 富沢英太郎 役
- ヒトヤノトゲ〜獄の棘〜（2017年3月19日 - 4月23日、WOWOW） - 神宮是清 役[102]
- 池波正太郎時代劇スペシャル「雨の首ふり坂」（2018年7月21日、時代劇専門チャンネル） - 茂兵衛 役
- 忘却のサチコ 第4歩「マグロと愛と幻と」（2018年11月2日、テレビ東京） - 石井茂男 役
- ぬけまいる〜女三人伊勢参り 第2話「川を越え 女はふりかえる」（2018年11月3日、NHK） - 与平 役
- 後妻業（2019年、関西テレビ） - 中瀬耕造 役
- 月曜名作劇場 「銭の捜査官 西カネ子2」（2019年、TBS） - 遠山金八郎 役
- 家売るオンナの逆襲 第8話（2019年、日本テレビ） - 庭野茂雄 役
- チャンネルはそのまま!（2019年3月18日 - 3月22日、北海道テレビ放送） - 武笠 役
- 水戸黄門 第2シリーズ（BS-TBS） - 宮崎安貞 役
  - 第2話「鶴がつむいだ兄妹愛 -朝倉-」（2019年5月26日）
  - 最終話「老公、なんばしよっと? -福岡-」（2019年8月11日）
- HiGH&LOW THE WORST EPISODE.O（2019年7月、 日本テレビ） - 花岡哲二 役
- 悪魔の手毬唄〜金田一耕助、ふたたび〜（2019年） ‐ 本多医師
- 病室で念仏を唱えないでください（2020年1月17日 - 3月20日、TBS） - 宮寺憲次 役
- 駐在刑事 Season2 第2話（2020年1月31日、テレビ東京） - 内田兵次 役
- 行列の女神〜らーめん才遊記〜 第1話（2020年4月20日、テレビ東京） - 「京来軒」店主・郷田正一 役
- にじいろカルテ（2021年1月21日 - 3月18日、テレビ朝日） - 緑川日出夫 役
- ファーストペンギン! 第8話 - 最終話（2022年11月23日 - 12月7日、日本テレビ） - 辰海一郎太 役[103]
- グランマの憂鬱 第2話・最終話（2023年4月16日・5月27日、東海テレビ・フジテレビ） - 秀じい 役[104]
- 家政夫のミタゾノ 第6シリーズ 第6話（2023年11月14日、テレビ朝日） - 釜本信男 役[105][106]
- 藤子・F・不二雄 SF短編ドラマ シーズン2「じじぬき」（2024年5月12日、NHK BS）[107]
- GO HOME〜警視庁身元不明人相談室〜 第8話（2024年9月14日、日本テレビ） - 染野辰巳 役[108]
- 孤独のグルメ2024大晦日スペシャル 太平洋から日本海 五郎、北へ あの人たちの所まで。（2024年12月31日、テレビ東京） - 岩田誠二 役[109]

### 映画
- 僕は天使ぢゃないよ（1977年、あがた森魚監督） - 東山 役
- 高校大パニック（1978年）　- 野次馬役（※特別出演）
- 突撃！博多愚連隊（1978年、石井岳龍監督）
- その後の仁義なき戦い（1979年、工藤栄一監督） - 拳銃の密売人 役
- 神様のくれた赤ん坊（1979年、松竹） - 大津
- 戦争の犬たち（1980年、土方鉄人監督） - 出演・音楽担当、テーマ曲「褐色のセールスマン」
- 海潮音（1980年、橋浦方人監督）
- ええじゃないか（1981年、今村昌平監督）
- 爆裂都市 BURST CITY（1982年、石井聰亙監督） - 黒沼 役
- TATTOO＜刺青＞あり（1982年、高橋伴明監督） - 刺青師 役
- 赤い帽子の女（1982年、神代辰巳監督） - 東野 役
- 野獣刑事（1982年、工藤栄一監督） - 阪上利明 役
- ウィークエンド・シャッフル（1982年、中村幻児監督）
- 生きてるうちが花なのよ死んだらそれまでよ党宣言（1985年、森﨑東監督） - 原発ジプシー 姉川安次 役
- 天国にいちばん近い島（1984年、大林宣彦監督） - タイチ・ワタナベ 役
- 最後の博徒（1985年、山下耕作監督） - 大原勝 役
- 彼のオートバイ、彼女の島（1986年） - トラック野郎 役
- 四月の魚（1986年） - 脚本家の藤沢富士夫 役
- 野ゆき山ゆき海べゆき（1986年） - 老漁師 役
- あいつに恋して（1987年）
- ハチ公物語（1987年、神山征二郎監督） - 渋谷駅小荷物係 安井 役
- 親鸞 白い道（1987年） - 射鹿 役
- この愛の物語（1987年）
- ビー・バップ・ハイスクール 高校与太郎音頭（1988年） - バス喫茶のおやじ 源次 役
- 稲村ジェーン（1990年、桑田佳祐監督） - 床屋の主人 役
- キスより簡単2 漂流編（1991年） - 中年男 役
- こちら凡人組（1992年） - 主演・凡野平太郎 役
- ビリケン（1996年） - マッサージ師・吉辰 役
- 緑の街（1998年、小田和正監督） - 頑固一徹の照明担当 しげさん 役
  - 同姓同名の映画照明担当者が実在することにちなみ、同じ役職での出演となった[110]。
- ケイゾク/映画 Beautiful Dreamer（2000年） - 壷坂邦男 役
- ゴジラ FINAL WARS（2004年、東宝） - 田口左門 役[2]
- 天使（2006年1月、松竹） - 多野 役
- バルトの楽園（2006年） - 多田少将 役
- あかね空（2007年） - 源治 役
- キャプテントキオ（2007年） - 都知事 役
- 旅立ち〜足寄より〜（2008年） - 松山千春の父親 松山明 役
- KIDS（2008年）
- ガチ☆ボーイ（2008年）
- パラレル（2009年）
- ニセ札（2009年） - 池本豊次 役
- アイ・アム I am.（2010年）
- 牙狼〈GARO〉シリーズ - D・リンゴ 役
  - 牙狼〈GARO〉-GOLD STORM- 翔（2015年）
  - 牙狼〈GARO〉 神ノ牙-KAMINOKIBA-（2018年）
- 起終点駅 ターミナル（2015年） - 南達三 役
- サブイボマスク（2016年） - 町長・大蔵 役[111]
- 後妻業の女（2016年）
- BRAVE STORM ブレイブストーム（2017年）
- GRAY ZONE（2017年） - 仙波辰也(掃除屋) 役
- 戦車闘争（2020年、辻豊史監督） - ドキュメンタリー映画　出演、及び、ナレーション
- Fukushima 50（2020年） - 松永 役
- いのちの停車場（2021年） - 並木徳三郎 役
- Dr.コトー診療所（2022年） - 安藤重雄 役[112]
- 断捨離パラダイス（2023年） - 金田繁男 役

### WEBドラマ
プリズン・オフィサー（2015年、BeeTV) 

### テレビ番組
太字は現在出演中の番組。
- 土曜ショー「禁止!! 禁止!! それでも歌う!!」（1972年8月12日、NETテレビ）
当該項詳述にもあるが、泉谷は放送禁止の歌を堂々と歌いまくり、生コマーシャルで紹介した「焼き鳥の缶詰」の説明中に「美味いわけがねぇだろうが!! やるんじゃねぇ!! くだらねぇ!!」と怒鳴りまくった。これ以後、NET→テレビ朝日には数年間出入禁止となり、番組も一時打ち切られた[114]。
- サムシングNOW（1981年3月28日、TBS）
- 派手〜ずナイト（1984年 - ?年、北海道テレビ放送）
- メリー・クリスマス・ショー（1986年・1987年、日本テレビ）
- HITS（1988年 - 1989年、テレビ朝日）
- ヤングシネマパラダイス（NHK-BS2）
- 情報スペースJ（TBS）
コメンテーターとして出演。また、北海道南西沖地震被災者救援のための「一人フォークゲリラ」を特集で取り上げており、2003年発売の泉谷のDVD『日本を救え!!』に収録されている。
- オモシロ好奇心☆どろんぱ!（読売テレビ）
- 泉谷しげるの竜馬で行く!!（テレビ大阪） - メインパーソナリティー。太平サブロー・越前屋俵太と共演。
- 世界ウルルン滞在記（毎日放送） - 準レギュラー・清水圭と交替で回答者として出演
- ライブR-ゼロ（TBS） - MC
- それいけ!!ココロジー（読売テレビ）
- 香取慎吾のアジアのMIKATA（1996年10月7日 - 1997年3月31日、日本テレビ）
- daiba:ba（フジテレビ）
- 週刊ワイドコロシアム（テレビ朝日）
- 情報プレゼンター とくダネ!（2008年10月2日、フジテレビ） - 「朝のヒットスタジオ」コーナーで「春夏秋冬」を歌唱。
- くにまるワイド ごぜんさま〜（2009年6月22日 - 6月26日、文化放送） - 「邦流」ゲスト
- さんまのまんま（関西テレビ） - 不定期出演
- イブニングワイド（TBS） - コメンテーター（不定期）
- 大人時間（2003年1月5日 - 2004年10月4日、スカイパーフェクTV! / スカイパーフェクTV!110）
プロモーションチャンネル（倶楽部スカパー!TV、スカパー!110プロモ）で放送のトーク番組。KONTAとともに司会を務める。
- 人間ビジョンスペシャル「青いツバメ〜秋野豊 タジキスタンからのEメール〜」（2005年2月27日、北海道テレビ制作・テレビ朝日系全国ネット） - ナビゲーター
- 第22回FNSドキュメンタリー大賞ノミネート作品『還暦おやじは最年少〜今日を生きる16人が暮らす何もない島〜』（2013年、テレビ新広島制作） - ナレーション
- 泉谷しげると翼なき野郎ども（CSテレ朝チャンネル）
- VS嵐2011年戦い初め新春!最強王者決定戦（2011年1月3日、フジテレビ）
- MUSIC EDGE + Osaka Style（2011年2月22日、毎日放送）
- わ・す・れ・な・い「〜それでも僕らは生きていく〜」（2012年3月11日、フジテレビ） - ナレーション
  - わ・す・れ・な・い「〜明日の君に遭いたい 2013夏〜」（2013年9月1日、フジテレビ） - ナレーション
- 白熱ライブ ビビット（2015年3月 - 2016年3月、TBS） - 月曜日レギュラー [115]
- Nスタ（TBS） - コメンテーター（不定期）
- プレバト!! (毎日放送) - いけばな・特待生3級、水彩画・特待生4級など
- ワイドナショー（フジテレビ） - コメンテーター（不定期）
- くりぃむクイズ ミラクル9（テレビ朝日） - 解答者（不定期）
- 今夜も生でさだまさし（NHK総合）
「今夜も生でさだまさしスペシャル〜いつでも夢を!朝まで生で音楽会〜」（2013年3月31日）
「2020新春生放送!年の初めはさだまさし」（2020年1月1日） - 番組終盤から出演。
「今夜も生でちょっと長いよ!さだまさし」（2020年3月29日） - オープニングのみ出演。
「今夜も生でさだまさし〜カムカム岡山エヴリナイト!〜」（2021年11月27日 - 11月28日） - 番組途中から参加[116]。
- 泉谷・さだの"ふんばれニッポン!"（2020年3月29日・5月24日、NHK総合）[117][118]

#### NHK紅白歌合戦出場歴
| 年度/放送回               | 回 | 曲目         |
| ------------------------- | -- | ------------ |
| 2013年（平成25年）/第64回 | 初 | 春夏秋冬2014 |

### ラジオ番組
- 泉谷・さだの“ふんばれ!ニッポン” ラジオでも（2020年4月11日、NHKラジオ第1）
- スーパーギャング（TBSラジオ）
- 泉谷しげるのミュージックバトル!（文化放送）
- 泉谷しげるのオールナイトニッポン（ニッポン放送）
カメカメ合唱団 - 亀渕昭信らとの企画ものユニット。
1991年と2008年9月25日深夜に、スペシャルパーソナリティとして二夜ずつ、一夜限りの復帰を果たす。
- 泉谷しげるのびっくり箱!（ニッポン放送）
- 泉谷しげるの土曜はまかせろ!!（ニッポン放送）
- 泉谷しげる道場（ニッポン放送）
- 坂崎幸之助のオールナイトニッポン（ニッポン放送） - 石川よしひろと出演。
- オールナイトニッポンアゲイン（2007年2月25日、ニッポン放送）
- ミッドナイトムーヴメント（ラジオ関東、1971年11月より金曜深夜1:00 - 3:00まで担当）
- 狼が来た! → 放課後の王様 水曜日（セント・ギガ、1995年4月～1996年3月）
いずれも サテラビュー連動ラジオ番組。浜崎あゆみとともに週1回パーソナリティを担当。1995年10月に日曜から水曜へ移動し放送枠を変更。
- 泉谷しげるの内角高め危険球（JFNC）

### 劇場アニメ
- 平成狸合戦ぽんぽこ（1994年） - 鷹ヶ森の権太 役
- ドラえもん のび太のワンニャン時空伝（2004年） - ネコジャラ 役

### 吹き替え
- モンスター・ハウスネバークラッカー（スティーヴ・ブシェミ）

### テレビアニメ
- こちら葛飾区亀有公園前派出所（2007年） - 土呂左門 役[119]

### ゲーム
- 龍が如く3（名嘉原茂）

## 画家・漫画家活動
- ポップな作風のアートを披露。エレック時代のアルバムの再発版のアートワークは、泉谷自身のデザインに改訂されている。
- 『木梨サイクル』に出演した際は、適当に絵の具を乗せた紙の上に、泉谷がパンツ一丁になり自分の体をこすり付け、「肉体の指紋」と言う作品を完成させた。
- 映画『狂い咲きサンダーロード』では美術を担当。不良たちの独特な世界を演出。
- 漫画家としても活動していた時期があり、10代の頃『トツゼン児』という9ページのマンガを投稿した雑誌『COM』1969年2月号で手塚治虫から批評を受けている。（テーマ100点、ストーリー70点、絵30点）[120]
- 2010年2月、新宿髙島屋美術画廊で「泉谷しげるコミック展/マンガは爆発だ!!」を開催。過去の作品群を一挙公開した他、新作のキャラクター「うびょ〜とん」を発表し、漫画家としての初めての展覧会は大盛況のうちに終了した。この兎、猫、豚が合体したシニカルなキャラは泉谷が初めて子供にむけて創ったものであり、ワイルドな泉谷しげるの別の面を垣間見せる作品として注目されている。
- このうびょ〜とんの“セルロイド風”リミテッドアニメが収録されたDVDコミックには、浦沢直樹も参加しており、泉谷の少年時代を描いたマンガを寄せている。

## 映画監督・プロデュース
- 拳銃殺陣師・第1部 死闘篇（1979年）
- 怒りの誕生（1981年、8mm作品）
- 爆裂都市 BURST CITY（1982年）※企画
- ハーレム・バレンタイン・デイ（1982年）
- デスパウダー（英語版）（1986年）
- ネイビー・ロック・ウォー 撃破せよ!（1990年、ビデオ映画）

## コメンテーター活動
- 1993年 - 1996年の間、『日刊スポーツ』にて「泉谷しげるの治外法権」というコラムを連載したり（このコラムは時事問題を歯に衣を着せない独自の泉谷節で切りまくる。この中には、山本コウタローや槇原敬之の実名を挙げて批判する過激な文章もあった。後に同じ題名で徳間書店より単行本化）、現在は『アサヒ芸能』にて「泉谷しげるのバカヤロー人生論」を連載している。

## CM・広告
- タカラブネ「シュークリーム」- 降板後も泉谷が作曲したサウンドロゴをアレンジしながら継続使用している。
- P&Gヘルスケア「ヴィックス クールコート」
- コルグ「ウォーキングカラオケ HI-KARA」
- フマキラー「ベープ」
- ワーナー・ランバート「トライデント」（1985年 - 1986年）
- サントリー「樹氷」（1988年 - 1989年）
- 松下電器産業「マックロードムービー」（1988年 - 1989年）
- ビッグジョン「BIGJOHN EXTRA」（1989年）
- 日清食品
  - シーフード風味ラーメン（1989年 - 1990年）
  - どん兵衛（1999年 - 2001年）
- ロート製薬「パンシロン新胃腸薬」（1991年）
- 服部セイコー「NiKO22」（1991年 - 1992年）
- 集英社「週刊少年ジャンプ」（1991年） - ガラクタじじい 役。音楽・演出・ナレーターも担当[121]。
- 三菱鉛筆（1992年 - 1993年）
- アサヒビール飲料→アサヒ飲料　
  - J.O. SKITT BEAT（1994年）
  - WONDAオリジンレーベル 100年BLACK（2006年）
- 第一生命保険「キーパープラン」（1994年 - 1995年）
- 学校法人吉田学園（1995年 - 1996年）
- 横浜ゴム（1995年 - 1996年）
- ニッカウヰスキー「AT」（1996年）[122]
- 旭化成工業→旭化成「WARU」（2000年 - 2001年）
- ライブドア「インターネット完全主義。」（2000年）
- 興和「フィニッシュコーワ」（2000年 - 2001年）
- インクリメント・ピー「MapFan Web」（2003年）
- 大塚製薬「オロナミンCドリンク」（2003年 - 2004年）
- 厚生労働省「子供から虐待を守るための5カ条」（2004年）
- 総務省「電波利用環境保護活動」 （2004年・2018年）
- 東日本ハウス→日本ハウス（2005年 - 2021年）
- マルボシ酢（2006年 - 2016年）
- オリエント貿易（2006年 - 2007年）
- ニューギン「CR座頭市物語」（2007年）
- ソリッドグループ「カーチス」（2007年）
- 広島ガス（2007年 - 2008年）
- 高齢・障害者雇用支援機構（2008年）
- 呉工業「KURE 5-56」（2009年 - 2015年）
- 国税庁「e-Tax」（2009年 - 2011年）
- フィールズ「CRヱヴァンゲリヲン 〜始まりの福音〜」（2010年）
- 東日本旅客鉄道「MY FIRST AOMORI」（2010年 - 2011年） - 新青森駅駅長 役
- ケイシイシイ「ルタオ」（2011年）
- 江崎グリコ（2011年 - 2013年）
- サントリーウエルネス
  - DHA&EPA＋セサミンEX（2013年 - ）
  - サントリーウエルネスポイント（2023年 - ）
- 日本マクドナルド「チキンタツタ 和風おろし」（2014年）
- モトックス（2019年 - ）
- One Tap BUY「ロボ貯」（2019年）

ナレーション
- 学校法人モード学園（1984年）
- マツダ「ボンゴワゴン 4WD」（1984年 - 1985年）
- 日本ビクター「マジメディアHQ」（1985年）
- 九州旅客鉄道「はやとの風」（2014年）
- ACジャパン「国連WFP協会支援キャンペーン」（2023年 - 2024年）

## 著書
- 「何故うたう おれは」（1972年4月1日）
- 『百面相 : 泉谷しげる写真&詩篇』八曜社、1976年6月30日。
- 「わが奔走 It's my life」（1988年2月、ISBN 4-947599-14-6）
- 「敗者復活 泉谷しげる詩集 1971-1989」（1990年10月、ISBN 4-401-61304-X）
- 「お前ら募金しろ!　泉谷しげるのひとりフォークゲリラ」（1994年5月、ISBN 4-643-94025-5）
- 「イズミヤサウルスの逆襲―恐竜と呼ぶな!大センパイと呼べ!」（1994年5月、ISBN 4796201599）
- 「泉谷しげるの治外法権」（1994年10月、ISBN 4-19-860182-8）
- 『泉谷しげるが作品impact! : 泉谷しげる作品集』マイストロ、1998年8月15日。ISBN 4-944174-07-1。
- 「泉谷しげる詩集」（1998年12月10日、ISBN 4944174071）
- 「とぎすまされた六感 加害者の精神にふれた」（2001年1月、ISBN 4-901219-07-3）
- 「お笑い老人大国 オレたちが日本を喰い潰すぞ!」（2001年2月、ISBN 4-334-00700-7）※テリー伊藤との共著
- 「僕の好きなキヨシロー」（2009年10月17日、ISBN 4872904362）※加奈崎芳太郎との共著

## その他・エピソード
- しばしば政治的批判を述べることがあり、日本国内の問題だけにとどまらず、中国・韓国[123]・北朝鮮[124]・ロシア[125]へも辛らつな発言をすることがある。一方、「エンターテインメントやスポーツに携わる人間は、国家同士は政治的に対立しても『皆で仲良くしようよ』と言うべき」「そうした立場の人間が争いを助長してはいけない」[123]「みんなに戦いを煽りたいワケではなく、どこかで大災害があっても、戦争がおきても今日を平和に楽しむスケジュールがあらば、楽しむべきだし、みんなが同じ危機感に浸るべきではないと思っている」といった旨も述べている[126]。
- 表向きは破天荒なキャラクターで通しているが、音楽・芝居・絵画・料理などの多彩な才能や地域活性化・復興支援などの活動、周囲への配慮を忘れない姿勢により、ファンや周囲からは泉谷の人物像について「良い人」と評価されている。本人も破天荒な部分については「作りもの」と認めており、元々は子供の頃から赤面症で人見知りであった旨を語っている[5]。
- 桑田佳祐とはかつてはたびたびテレビやイベントなどで共演していた[127]。1988年には泉谷のアルバム『吠えるバラッド』に桑田がスライドギター奏者としてビートルズのジョン・レノンとポール・マッカートニーを足して割った「JOHN PAUL MacLENNON（ジョン ポール マッカレノン）」という名義で参加した[128]。1993年の奥尻島救済コンサートでは泉谷・小田和正・忌野清志郎・桑田の4人で「春夏秋冬」を合唱した[129]。また、桑田は2001年に『桑田佳祐の音楽寅さん 〜MUSIC TIGER〜』（フジテレビ系列）で「春のからっ風」をカバーしている[130]。
- 2014年、若いころの自作と向き合ってきた結果、「自殺のすすめ」と「先天性欲情魔」の2曲についての著作権を永久に廃棄したいと希望。「嫌いな歌をイヤイヤ歌ってもな〜若気のいたりは観る者聞く人に不快と苦痛？を与えるだけだし付き合わせるだけ時間のムダ！」とブログでコメントしている[131]。
- かつてはギターを投げるなどの過激なパフォーマンスをライブで行っていた。2015年には観客の女性の額に当たり出血したことで訴訟となり、泉谷側は和解金を支払っている。泉谷は自らの非を認め謝罪し、以降はこういったパフォーマンスを封印した[132][133]。
- 映画監督押井守のファンだといい、特に好きな作品は『イノセンス』と『アヴァロン』[134]。
- 武田鉄矢らが在籍する海援隊をエレックレコードに誘い上京するよう勧めたのは泉谷である。本人は社交辞令のつもりで誘いの声を掛けたとされるが、当の海援隊が泉谷の言葉を真に受けて上京した。エレックのスタッフは当初こそ困り果てたが、最終的には音楽性を評価した上でメジャー契約を結ぶことになった[135]。
- 子供の頃にポリオウイルスに感染し、その後遺症で足が不自由[136]。
- 酒が飲めない体質で、タバコも吸わない[137]。
- 普段からまめに料理したり、オーガニック食材にハマっていることを明かしている。バラエティ番組などで料理の腕前を披露したり、ブログで紹介することもある。2016年にはキッチンライブイベントで実演するほどの腕前である[138][94]。
- 俳優業においては台本を読まないことを公言しているが、一方で自身を駒に例え、「現場では監督の指示に従う」と語っている[139]。